# Стоп & Шоп
Стоп & Шоп е най-голямата верига от супермаркети в Нова Англия. Състои се от над 360 магазина в щатите Мейн, Масачузетс, Вермонт, Род Айлънд, Кънектикът, Ню Йорк и Ню Джърси.
През 1914 г. семейството Рабиновиц основава хранителен магазин в Самървил, Масачузетс. 4 години по-късно Сидни Рабиновиц – член на семейството, въвежда нова идея за търговия на дребно – за самостоятелно обслужване. През 1946 г., компанията официално става известна като Stop & Shop, Inc и продажбите ѝ се изкачва до $ 42,5 милиона.
Днес Stop & Shop е мултимилионна корпорация и най-големият търговец на дребно на хранителни стоки на дребно в Нова Англия. Във фирмата работят 58000 души – в своята мрежа от складове, дистрибуционни центрове, производствени предприятия, супермаркети и офиси.

Главният офис е в Куинси, Масачузетс.